# سیارک ۲۲۴۱
سیارک ۲۲۴۱ (به انگلیسی: 2241 Alcathous، نامگذاری:1979WM) دو هزار و دویست و چهل و یکمین سیارک کشف شده‌است که در ۲۲ نوامبر ۱۹۷۹ کشف شد.
قدر مطلق سیارک برابر ۸٫۶۴ است.